# Спокойный (эсминец)
«Спокойный» — головной эскадренный миноносец проекта 56 (код НАТО — «Kotlin class destroyer»).

## История строительства
Зачислен в списки ВМФ СССР 19 августа 1952 года. Официальная закладка (при 33 % готовности корпуса) была произведена на заводе № 190 им. А. А. Жданова 4 марта 1953 года (строительный № 701), спущен на воду 28 ноября 1953 года. Испытания корабля были начаты 26 апреля 1954 года на Балтике, испытания артиллерии велись с 8 августа по 8 сентября и с 3 по 16 декабря 1955 года. Корабль вступил в строй 27 июня 1956 года, а 12 сентября 1956 года был зачислен на Северный флот. .

## Служба
12 сентября 1956 года эсминец «Спокойный» был зачислен на Северный флот в состав 121-й БЭМ; 26 сентября во время перехода на Северный флот эсминец принимал участие в спасении подводной лодки М-256. В марте-апреле 1957 года находился на учениях с проверкой инспекцией Министерства обороны СССР. В период с 9 по 16 апреля следующего года принимал участие в учениях СФ; с 15 марта по 6 апреля 1959 года снова находился на учениях. 5 июля 1959 года «Спокойный» был переведён в состав 170-й БЭМ, а 20 ноября 1961 года перешёл на Балтийский флот для модернизации, после проведения которой 19 июля 1963 года был передан в ЛенВМБ. С 1 июля 1964 года находился на ремонте.
В 1966 году «Спокойный» находился на учениях Балтийского флота; участвовал в артиллерийских стрельбах. В апреле 1970 года участвовал в учениях «Океан». В период с 5 июля 1971 по 7 мая 1973 года находился на ремонте с дальнейшим переведением в учебную бригаду с базированием на Кронштадт. В 1973 году эсминец нёс боевую службу у Шетландских островов. С 1 октября 1978 года — в составе 58-й БЭМ 7-й ОПЭСК. В следующем году корабль участвовал в учениях СФ; с 1 апреля 1980 по 3 августа 1983 года проходил ремонт на СРЗ-35 в Мурманске с включением в состав 206-й БЭМ. Отправлен в консервацию 25 марта 1984 года. Исключён из списков 19 апреля 1990 года, 1 октября расформирован. Разрезан на металл в Росте в августе-сентябре 1991 года.

## Особенности конструкции
Основные отличия эсминца от остальных кораблей серии заключались в следующем. После постройки он имел движительно-рулевой комплекс с кронштейнами и двумя рулями, из-за чего не мог достигнуть максимальной скорости хода, заложенной в проекте. В 1955 году на эсминце была полностью заменена корма; в 1956 году облегченная фок-мачта была заменена на усиленную из-за наличия вибрации; РЛС «Риф» на грот-мачте заменили на РЛС «Фут-Н». Только на грот-мачте «Спокойного» имелись две площадки с леерными ограждениями, смотрящими в нос. Ниже размещалось вмонтированное в мачту помещение приёмо-передающей станции «Фут-Н» со ступенчатой носовой стенкой; от установки станции «Мачта П-4» отказались.
В период испытаний на стабилизированном визирном посту в период испытаний была установлена антенна «Якорь-М2» со скругленным полотном и излучателем сверху (вместо «Якорь-М1»). На фок-мачте прямоугольного сечения находилась РЛС «Заря». При выполнении ремонта в 1973 году марс на фок-мачте был продлён в нос, вместо РЛС «Нептун» были установлены две РЛС «Дон».
Ходовой мостик имел впереди выступ, пиллерсы мостика были выполнены в виде буквы «У». Нижняя кница из числа четырёх горизонтальных книц, приваренных по бортам лобовой стенки рубки была длиннее остальных (в отличие от остальных кораблей проекта 56). Модернизациям «Спокойный» не подвергался.

## Бортовые номера
В ходе службы эсминец сменил ряд следующих бортовых номеров:
- 1956 год — № 43;
- 1957 год — № 41;
- 1959 год — № 541;
- 1960 год — № 543;
- 1961 год — № 256;
- 1963 год — № 811;
- 1965 год — № 762;
- 1970 год — № 391;
- 1976 год — № 325;
- 1978 год — № 541.
- 1984 −1990 год — № 405